# Pulpería

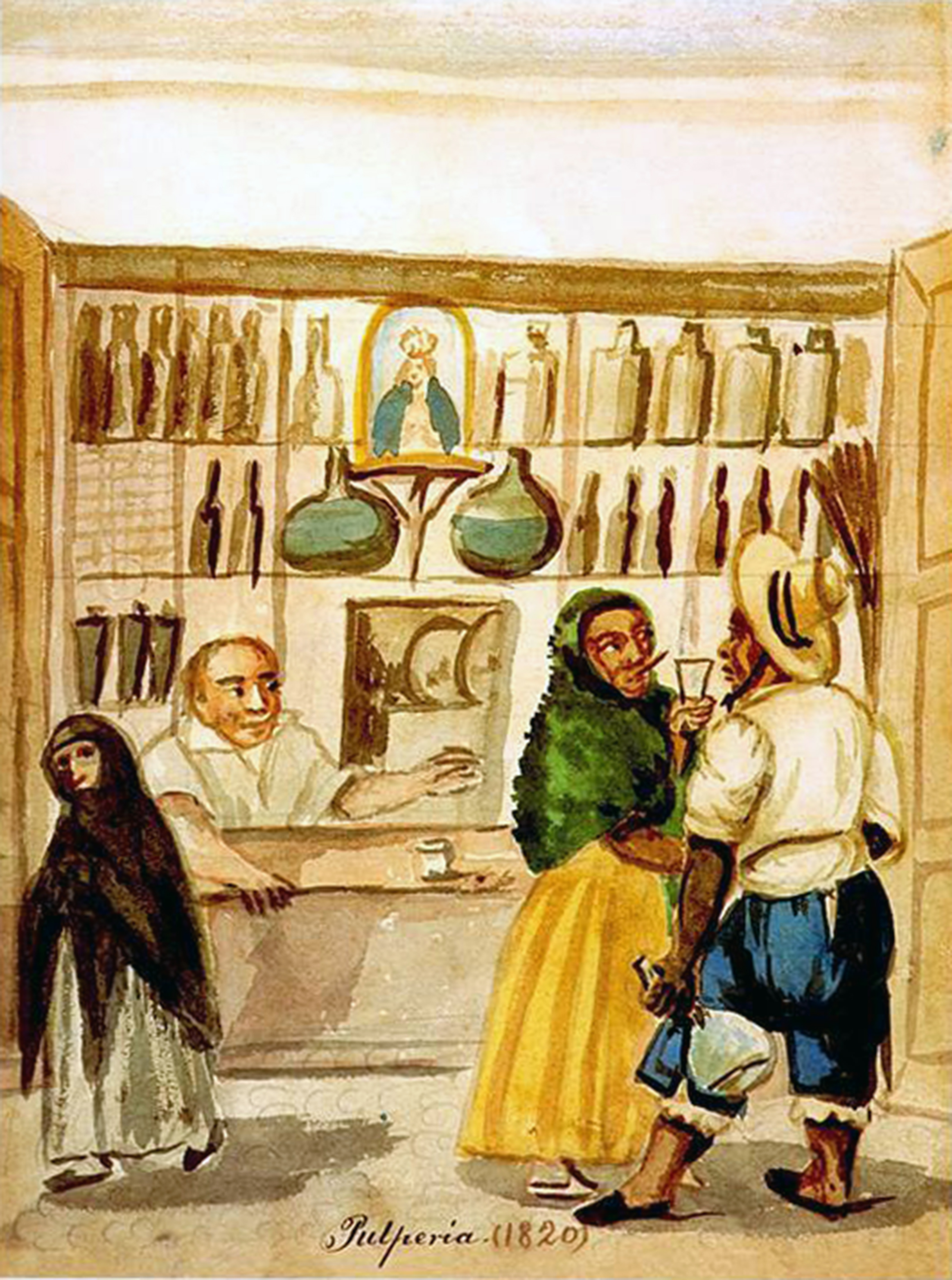
Pulpería, acuarela de Pancho Fierro (Lima, 1820).

Una pulpería era, hasta inicios del siglo XX, el establecimiento comercial típico de las distintas regiones de América, encontrándose ampliamente extendida desde Centroamérica hasta los países del Cono Sur. Su origen data de mediados del siglo XVI y proveía todo lo que entonces era indispensable para la vida cotidiana: comida, bebidas, velas, carbón, remedios y telas, entre otros.
También era el centro social de las clases sociales humildes y medias de la población; allí se reunían los personajes típicos de cada región a conversar y enterarse de las novedades. Las pulperías eran lugares donde se podía tomar bebidas alcohólicas y además se realizaban peleas de gallos, se jugaba a los dados, a los naipes, etcétera.
Los establecimientos eran una viva expresión de la cultura local, como en el caso rioplatense, en donde solían contar con una o dos guitarras para que los gauchos "guitarreasen" y cantasen; o se organizaran payadas y bailes entre los parroquianos.

## Origen del término
Existen tres teorías conocidas del término. El origen data de la época colonial y surge como una institución colonial junto con el estanco.

### Origen en las palabras "pulpo" o "pulpa"
Para algunos autores,[¿quién?] su significado se relaciona con el pulpo, siendo así que, según Inca Garcilaso de la Vega (cronista mestizo peruano del siglo XVI) se denominaban "pulperos" a los más pobres vendedores, porque alguna vez en la tienda de uno de ellos hallaron vendiéndose un pulpo. Otros autores[¿quién?] sostienen que el nombre podría haberse originado en la creencia de que en estos establecimientos se vendía pulpo a la gallega. También se cree que el nombre se origina en el hecho de que en estos locales se vendía pulpa de frutas.

### Origen en la bebida "pulque"
Juan de Solórzano Pereira señala en su obra Política Indiana, publicada en 1647, que la palabra derivaría de la bebida pulque que se elabora en México de las hojas del maguey, llamándose pulquería a la tienda donde la despachan. Esta teoría es considerada dudosa por lexicólogos como Daniel Granada y Alejandro Magariños Cervantes en su obra Vocabulario Rioplatense Razonado, impresa en 1889 y en la que hacen referencia a la obra anterior del cronista Garcilaso de la Vega, que ya señalaba la existencia del término en la ciudad de Lima en 1552.
Según esta teoría, la palabra "pulpería" sería una mutación de la palabra "pulquería", ya que en el México colonial los comercios donde se expendía el pulque recibían ese nombre y solían cumplir las mismas funciones que las pulperías suramericanas. El hecho de que la palabra haya mutado de pulquería a pulpería se explica fácilmente: fuera de México, el pulque era casi desconocido o totalmente desconocido; en cambio, se conocía y se conoce la palabra pulpo, aunque casi ninguna "pulpería" haya nunca expendido pulpo, o en todo caso, pulpa de carne vacuna.

### Origen en la diversidad de productos que se vendían
Una tercera y muy dudosa teoría aduce que el término "pulpería" venía del hecho de que como estos locales comerciales tenían todo tipo de artículos, el encargado tenía que actuar con sus manos "como un pulpo" para manejar todos los pedidos que se le hacían. Esta teoría es la más improbable de todas.
Una cuarta teoría de este término surge de la venta de varios artículos, al relacionar el uso de los varios artículos que vendían en estas instalaciones con los varios tentáculos del pulpo.

## Pulperías por países

### Argentina

Pulpería de campaña - Buenos Aires, según Pallière. Acuarela, c. 1858.

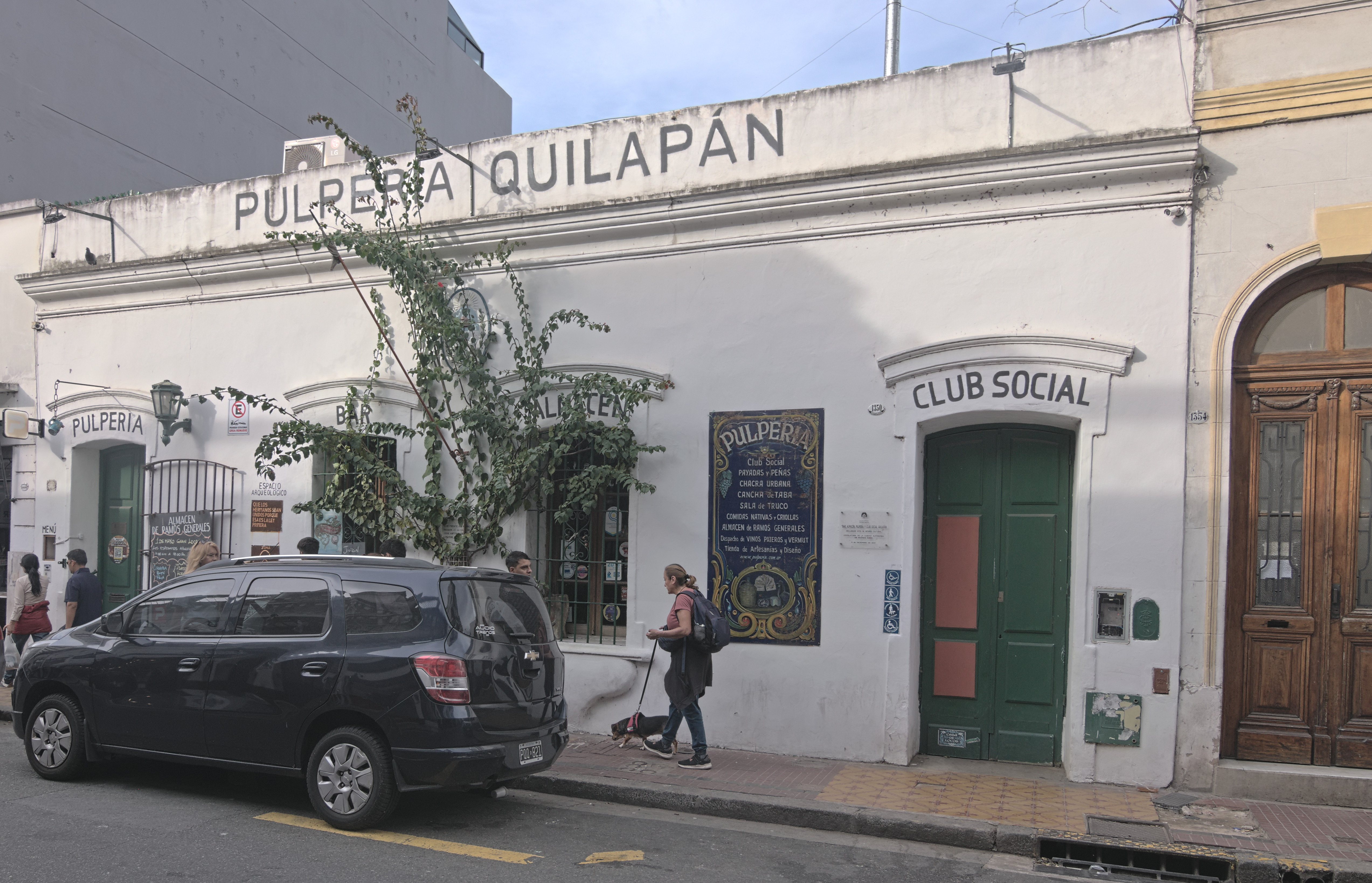
La pulpería Quilapán en el barrio de San Telmo, Buenos Aires

La pulpería argentina es la denominación que le cabe de manera exclusiva a la tienda rural más tradicional y añeja registrada geográficamente en territorio argentino, donde cualquier artículo de origen nacional puede ser objeto de venta o decoración y, en tal sentido, nada que quepa en ese rubro desentona. Si bien la pulpería argentina no tiene fecha exacta de inauguración, se estima que existían desde mucho antes del contacto de los españoles con los araucanos, incluso cuando aún no existía comercio alguno o estancia que garantizara la provisión de bebida o alimento. En 1810 existían en la provincia de Buenos Aires (que por entonces incluía a la ciudad de Buenos Aires) unas 500 pulperías. Testigos de este pasado destacan la Blanqueada en San Antonio de Areco y la pulpería de Cacho en la ciudad de Mercedes. Sin ir más lejos, la pulpería de Caballito dio nombre al barrio homónimo de la ciudad de Buenos Aires y su historia se desata en un incidente trágico. Aunque ya no son tan numerosas, algunos de estos establecimientos persisten en el barrio de San Telmo y Parque Patricios de la ciudad de Buenos Aires, donde se pueden encontrar diversas mercaderías y tomarse un trago. Otras pulperías, en cambio, han subsistido transformadas en los denominados “almacenes" y "despensas", que son una parte de las clásicas pulperías tradicionales.

### Chile
En Chile, el término pulpería se utilizaba para identificar las tiendas que se encontraban en las oficinas salitreras, donde los trabajadores compraban la mercancía a cambio de fichas que obtenían de sus empleadores. En ella se vendían productos básicos como alimentos, ropa y remedios, además de servir como espacio de encuentro permanente entre los habitantes del campamento, en especial entre las mujeres que cobraban las raciones ganadas por los hombres en el trabajo minero. Las secciones más comunes de las pulperías eran los abarrotes, la ferretería, la panadería y la carnicería. Algunas también tenían secciones como la de géneros, vestuario y botillería.

### México
En México no existieron las pulperías tal como se observa anteriormente, sino como pulquerías; un lugar donde se vendía pulque y fungía como punto de reunión social para los trabajadores de todas las épocas, desde el colonialismo hasta hoy en día. Actualmente tanto el pulque como el mezcal han subido de categoría, y ahora los bares y restaurantes anuncian que ofrecen pulque y mezcal. 

### Perú
La existencia de pulperías en Perú se encuentra documentada desde mediados del siglo XVI, existiendo en zonas tanto rurales como urbanas. En ellas se vendían toda clase de géneros pero se caracterizaban principalmente por la venta de bebidas como vino, pisco, ron y otros aguardientes. El jurista Gaspar de Escalona y Agüero, en su obra Gazophilatium regium Peruvicum... (publicada a mediados del siglo XVII), señalaba que «pulperías son, en Perú, tiendas, mesones o tabernas donde se venden algunos mantenimientos, como son vino, pan, miel, queso, manteca, aceite, plátanos, velas y otras menudencias».
En la Memoria que el virrey Juan de Mendoza y Luna, marqués de Monte Carlos, entregaba a su sucesor le recordaba que «también se prohíben por ordenanza las tabernas o bodegones en la ranchería de indios. Llamadlas acá pulperías».
A mediados del siglo XIX la pulpería era el típico establecimiento a cargo de los inmigrantes italianos llegados a Perú. Estas pulperías italianas abundaban en el Callao, Tacna, Moquegua, Arica, Arequipa y otras ciudades y villas del país. A principios del siglo XX el término quedó reducido para hacer referencia a los establecimientos de comercio minorista, hasta que paulatinamente fue dejándose de lado y sustituido por los de bodega, almacén, tienda o casa de importación, y en el caso de las que vendían licores y comidas, ahora son conocidos como restaurantes o bares.

### Uruguay
Uno de los primeros pulperos de la Banda Oriental fue el marinero y práctico del Río de la Plata Pedro Gronardo, quien, en 1724, abre una pulpería en la joven ciudad de San Felipe y Santiago (actual Montevideo); sin embargo, la misma no duraría mucho.
Tratábase de un rancho de barro y cuero ubicado en la calle Treinta y Tres casi Piedras, pero al poco tiempo fallecería su dueño en un accidente de barco, por lo que al ser el lugar más o menos habitable pasaría a desempeñar las funciones de primer Cabildo de la ciudad, tres años después.
En poco tiempo surgieron otras más. Estas pulperías montevideanas, igual que las bonaerenses, fueron denominadas “esquinas”, porque se ubicaban siempre en la intersección de dos calles.
Muchas familias patricias tuvieron en su lejano origen un pulpero. Es el caso de los Mitre; Bartolomé Mitre —abuelo y de igual nombre del que fuera Presidente argentino y fundador del diario La Nación— tuvo su pulpería en esta banda. Muchas grandes fortunas rurales tuvieron su arranque en una pulpería, así como también reconocidas industrias que fueron creciendo dentro del rubro.
Tal es el caso de Carrau & Cía, que comenzó como una pulpería en el año 1843, ubicada sobre 18 de Julio y Paraguay y actualmente es una importante distribuidora de alimentos con las marcas comerciales más antiguas del país.
El naturalista francés Auguste de Saint-Hilaire, que estuvo en Montevideo en 1820, comenta sobre las pulperías: “Es allí donde los indios y los mestizos pasan la mitad de su vida, dejando el poco dinero que ganan”.
En 1832, cuando el joven Charles Darwin pasó dos meses en esas tierras —en una estación de su largo viaje de estudios a bordo del Beagle, que sería una experiencia clave para sus futuras y famosas teorías— tuvo oportunidad de visitar una pulpería en la ciudad de Minas, y dejó un significativo testimonio de esa vivencia: “Un gran número de gauchos acude allí por la noche a beber licores espirituosos y a fumar. Su apariencia es chocante; son por lo general altos y guapos, pero tienen impreso en su rostro todos los signos de la altivez y del desenfreno... Tanto nos hacen un gracioso saludo como se hallan dispuestos a acuchillarnos si se presenta la ocasión”.
La clásica pulpería comenzó a ser sustituida poco a poco, sobre fines del siglo XIX, por dos tipos de comercio: los almacenes “de ultramarinos”, y los bares con almacén. De todos modos, no desaparecieron de golpe, y hasta bien entrado el siglo XX siguieron funcionando muchas pulperías en el interior del país.
En el presente quedan, en lugares apartados algunas pocas, como el vivo testimonio de ámbitos que permitían una forma de encuentro integradora y socializadora, civilizadora en suma.

### Centroamérica
Aunque en algunos países de América del Sur el término ya no es tan común, en varios países de Centroamérica el término es muy actual y estos establecimientos se cuentan por miles (excepto en El Salvador, Panamá y Guatemala, en donde el nombre utilizado es "tienda" o "tiendita"). Por ejemplo, en Costa Rica hay unas dieciocho mil pulperías, en Nicaragua ciento veinte mil y en otros se cuentan varias decenas de miles, como en Honduras. En México existen más de seiscientas cincuenta mil, en Colombia cuatrocientas mil y en Brasil ochocientas mil. Existen tres tipos de pulperías: la pulpería de mostrador, la pulpería de ventana y la de kiosco. En la primera existe un mostrador como barrera entre el pulpero y sus clientes. Este atiende y vende con sus manos sobre un mostrador. En la de ventana el pulpero atiende y vende a través de una ventana en una pared del local, muchas veces por motivos de seguridad. El kiosco, por su parte, es un establecimiento en un lugar público donde el cliente puede darle la vuelta y normalmente venden periódicos, flores, bocadillos, refrescos y cigarros, entre otros.
En República Dominicana a este tipo de establecimientos se les denomina colmados, pero se les sigue llamando pulperías en las zonas rurales del país, específicamente, en la parte rural del norte o Cibao.

### Venezuela
Hasta los años 60 del siglo XX era muy extendido el concepto de 'pulpería' en Venezuela para denominar a las tiendas donde solían expenderse artículos de consumo. Con el paso de los años, esto fue desapareciendo para dar paso a las tiendas de conveniencia, llamadas 'bodegas' (las pequeñas) o 'abastos' (mayores que las primeras). Es bueno destacar que este último tipo de establecimientos en este país suelen ser regentados por inmigrantes oriundos de Portugal.

## Situación actual
A comienzos del siglo XX el término pulpería fue cayendo en desuso en partes de América. La mayor parte de las pulperías en Argentina, Chile y Uruguay, por ejemplo, fue sustituida por establecimientos con funciones parcialmente similares: los almacenes de ramos generales y los boliches.
En Centroamérica, en cambio, el término "pulpería" se sigue usando y es muy común para pequeños establecimientos o tiendas que venden bebidas, azúcar, cigarrillos, etcétera. Las pulperías se encuentran generalmente, pero no únicamente, en los barrios o vecindarios más pobres de las ciudades centroamericanas, ya que venden artículos fraccionados, es decir, porciones muy pequeñas para su consumo diario; por ejemplo, se venden los cigarrillos por unidad.
Grandes cadenas de fabricantes de productos para el hogar se han dado cuenta del potencial de este tipo de comercio minorista y han desarrollado versiones más pequeñas de sus productos, destinando su venta en pulperías, como sobres de champú o acondicionador de una o dos onzas, entre otros.
En España, principalmente, se entiende por pulpería al lugar donde, preferentemente, se vende, se cocina y se come pulpo.